# Bong Town
Koordinaten: 6° 48′ N, 10° 21′ W
Bong Town war ein Ort in Liberia. Es ist heute ein Stadtteil der Kleinstadt Bong Mines etwa 75 Kilometer nordöstlich der Hauptstadt Monrovia im Westen des Bong County. Der Ort befindet sich am Südrand des Bong Range und war Hauptort des Bergbaugebietes des von der DELIMCO (Deutsch-Liberianische Mining Company) in den 1960er-Jahren geführten Eisenerzbergwerkes.

## Heutige Situation
Auf dem Gelände, wo von den 1950er-Jahren bis Kriegsbeginn 1989 die deutschen Mitarbeiter des Eisenerztagebaus wohnten, sind nun die wenigen Hausruinen massiv vom Busch überwachsen. Nur am Rand zur Straße hin haben sich Einheimische Häuser renoviert bzw. neu erbaut. Das frühere „Bong Town“ befindet sich nahe dem Krankenhaus und der großen evangelischen Kirche. Der Nachbarort „Nyenyen“ zählt auch zu den neu errichteten Siedlungen nach Abzug von Thyssen-Krupp. Die deutsche Werkssiedlung wurde 1990 als Folge des Bürgerkrieges aufgegeben, sie ist jetzt vom Urwald überwuchert und wurde zur Geisterstadt.

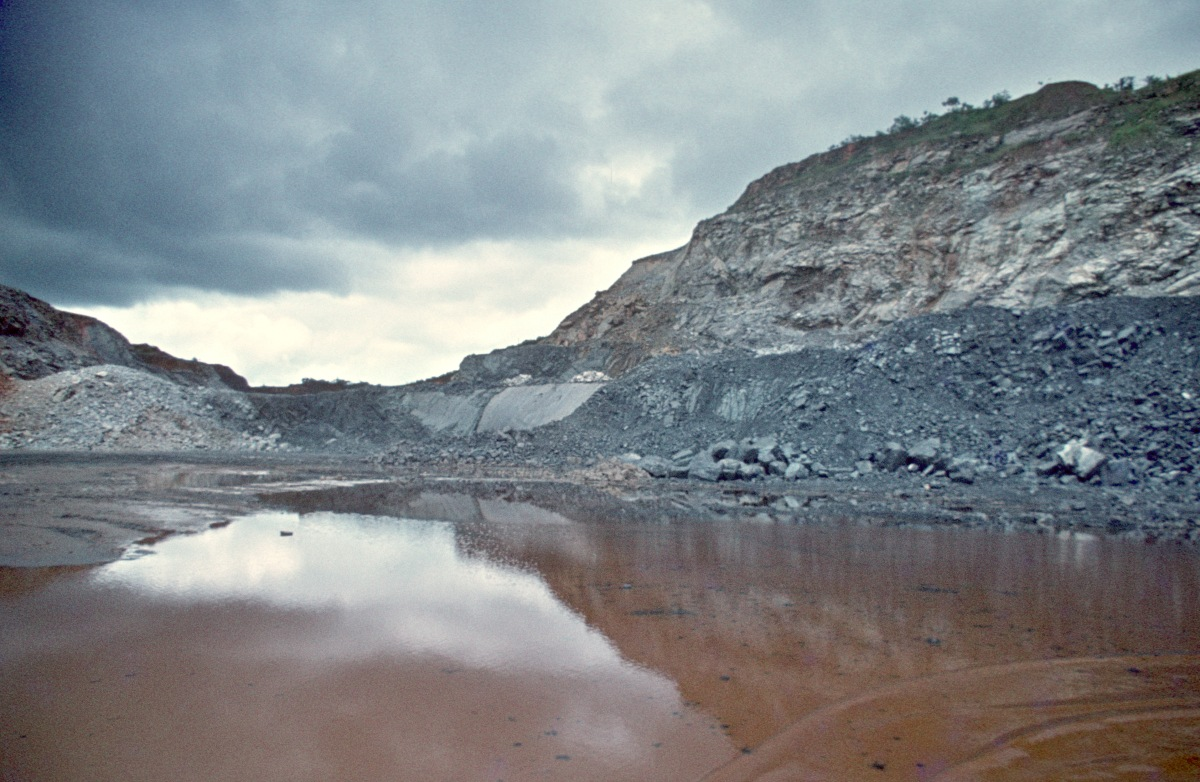
Bong Mine, Liberia, 1983

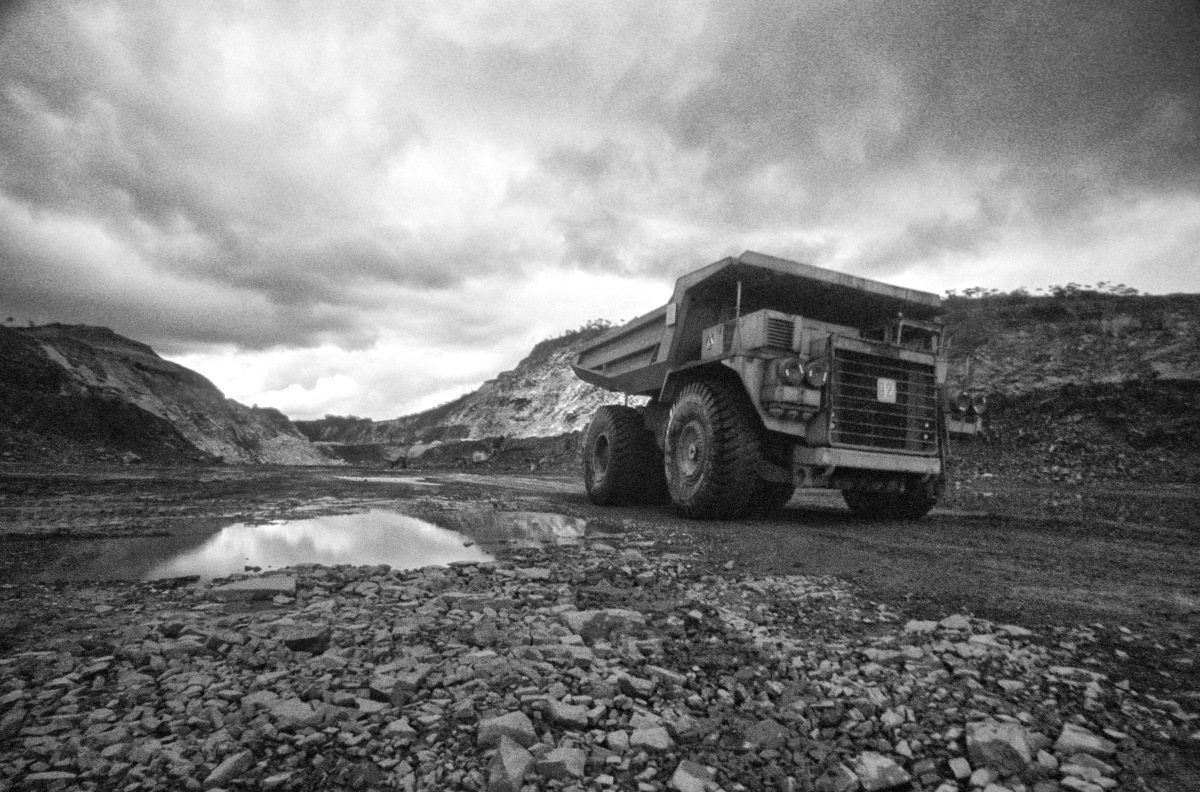
Erzlaster in der Bong Mine, Liberia, 1983

Der Tagebau Bong und die Eisenbahn wurden zwischen 2007 und 2010 von einem chinesischen Konsortium übernommen. Ob der Grubenbetrieb wieder aufgenommen oder das System zur Erschließung weiterer Lagerstätten erweitert wird, ist allerdings unklar. Mit mehreren Dieselloks, darunter drei ehemalige Köf III der DB, werden Güterzüge und Sonderfahrten betrieben, der reguläre Personenverkehr wurde aus rechtlichen Gründen wieder eingestellt. Die Bahn wird auch von der Bevölkerung mit hölzernen Draisinen genutzt.
Bong Mines ist eine pulsierende Kleinstadt mit Zentrum am ehemaligen Busbahnhof, rund fünfzehn Schulen, etwa einem Dutzend Kirchengemeinden und vielen Ortsteilen wie Old Varneystown, New Varneystown, Zaweata, Düsseldorf, Botota, Gbandi Community, Cephas Town, Niebla, Ketoya, Benduma, Ketekoya mehr. Sie beherbergt ein Hotel, mehrere Bars, viele Geschäfte und etliche Handwerksbetriebe. Bong Mines hat drei High Schools, davon zwei staatlich, die kostenlos sind und rund ein halbes Dutzend privater, sogenannter Primary Schools.
Der öffentliche Nahverkehr ist mittels Sammeltaxis und Motorradfahrern an allen Wochentagen gewährleistet. Die Eisenbahn wird wechselzeitig entweder nur genutzt, um wenige Arbeiter zum Tagebau zu fahren oder selten und sehr langsam binnen mehr als fünf bis acht Stunden für allgemeine Passagiere in die Hauptstadt.
Die Straße in die nächstgrößere Stadt Kakata ist asphaltiert und in gutem Zustand. Dort, an der Stadtgrenze von Bong Mines, befindet sich ein Kontrollposten der Immigration Officers, um Diebstahl aus dem Tagebau zu verhindern. Etwa auf halber Strecke nach Kakata liegt ein polizeilicher Kontrollposten zur Markierung der County-Grenze, genannt „Iron Gate“. Die Straße entgegengesetzt von Bong Mines Richtung Westen nach Handii zum Saint Paul River ist mit groben Steinen gedeckt.
Die große Markthalle in Bong Mines verkauft täglich frische Lebensmittel, doch ist der Wochenmarkt jeden Dienstag in Handii der größte Einkaufsort des gesamten Fuamah-Districts.

## Geschichte
Ende der 1950er-Jahre erwarb eine private Investorengruppe aus der Bundesrepublik Deutschland zu 70 % und aus Italien zu 30 % eine Bergbaukonzession im Bong-Range-Gebiet und gründete die DELIMCO-Bergbaugesellschaft. Die damals größte deutsche Auslandsinvestition sollte der Eisenerzversorgung der deutschen und italienischen Stahlwerke dienen. Das Eisenerzbergwerk im County Bong wurde von der Gewerkschaft „Exploration“ in Düsseldorf, die später den Namen in „Exploration und Bergbau“ änderte, geplant und gebaut. Die Exploration und Bergbau gehörte zur Barbara-Erzbergbau und diese zu 100 % zur ATH (August Thyssen-Hütte), die federführend für fünf deutsche Stahlkonzerne und die italienische Finsider arbeitete. Die Bong Mining Company (BMC) vor Ort war zu 51 % im Eigentum des liberianischen Staates und zu 49 % im Eigentum der Investoren aus Deutschland sowie des staatlichen italienischen Stahlkonzerns. Die finanzielle Investition lag zu 100 % bei den ausländischen Investoren. Der Staat Liberia stellte letztlich das Land, den darin vorhandenen Erzkörper und die Konzession für den Abbau. In den 1950er-Jahren begannen erste Explorationen und ab 1962 wurde das Bergwerk errichtet. Das Gelände wurde für 70 Jahre gepachtet. Die für den Bau benötigten Teile mussten fast alle aus Europa oder den USA importiert werden und wurden im Grund alle über die Straße (ca. 120 km von Monrovia zum Bergwerk) transportiert.
In Liberia gab es zu diesem Zeitpunkt vier Eisenerzbergwerke, die bereits langjährig produzierten, wie die LMC (Liberia Mining Company), die letztlich von Republic Steel beherrscht wurde. LMC verkaufte das abgebaute Erz als Shipping ore, d. h. das Erz wurde gebrochen, gewaschen und verschifft. Der Fe-Anteil bei über 60 %. Zum Vergleich: der „poor bone“, wie das Erz der Bong genannt wurde, lag bei 38 % Fe und musste sehr aufwendig aufbereitet werden. Zu erwähnen noch Mano River, sonst nicht beeindruckend. Das vierte Bergwerk in den Nimbabergen war mit Abstand die größte Anlage mit einer Bahnverbindung von weit über 200 km. Mano River und auch Nimba hatten qualitativ weitaus besseres Erz als „Bong“. LMC gab es seit Ende der 1940er-Jahre, Mano River, Bong und Nimba wurden Ende der 1950er- bis Anfang der 1960er-Jahre gebaut und fertiggestellt.
Als Transportweg für das Eisenerz wurde die Bong-Mine-Railroad angelegt. Sie begann im Freihafen von Monrovia und führte zur Erzaufbereitungsanlage des Bergbaubetriebes. Die Bahn war später auch für den Transport des Baumaterials, der Bergbautechnik und die allgemeine technische Versorgung zuständig.

Die deutsche Werkssiedlung Bong Town hatte in ihrer Blütezeit über 450 europäische, meist deutsche Einwohner, diese lebten in einer für deutsche Verhältnisse großzügig angelegten Wohnanlage – einer Bungalowsiedlung. In der Nähe befanden sich weitere Wohnanlagen und eine Reihenhaussiedlung für afrikanische Werksangehörige.

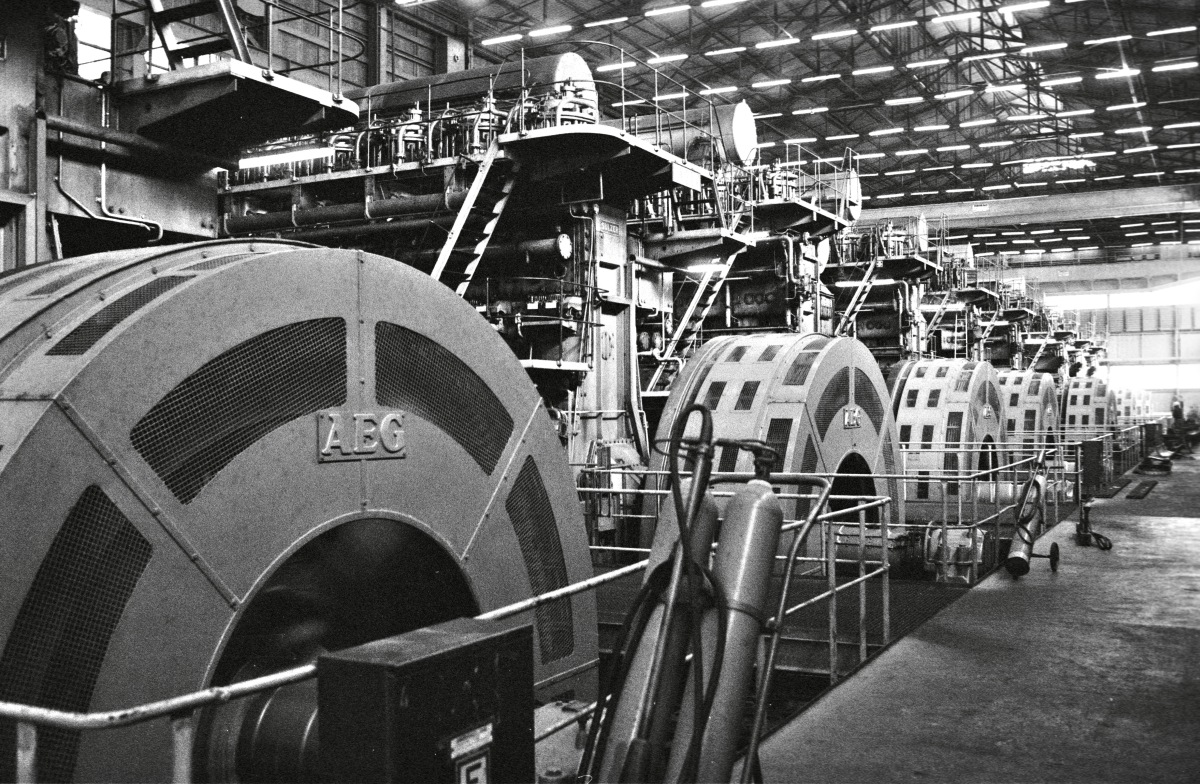
Kraftwerk Bong Mine, Liberia, 1983

Bong Town verfügte über folgende Besonderheiten:
- die beiden größten Kreiselbrecher, die weltweit jemals gebaut wurden
- ein schwerölbetriebenes Elektrizitätswerk ausgestattet mit Sulzer-Maschinen (im Grund Schiffsmotoren, jeder ca. 10.000 PS)
- ein eigenes Wasserwerk. Das Wasser wurde aus dem Saint Paul River über ca. zehn Kilometer in einer 800-mm-Rohrleitung gepumpt
- eine Werksverwaltung mit Rechenzentrum
- ein kleiner Verkehrslandeplatz
- die werkseigene Sende- und Kommunikationsanlage (erst ab ca. 1968) für die Privatversorgung, später auch TV
- ein Supermarkt mit internationalen Produkten, von denen ein Großteil in Monrovia beschafft wurde
- eine modern eingerichtete Klinik mit 100 Betten, seit den 1970er-Jahren bestand eine enge Zusammenarbeit mit tropenmedizinischen Instituten in der Bundesrepublik, beispielsweise dem Bernhard-Nocht-Institut für Tropenmedizin in Hamburg
- eine Schule (zeitweise auch ein Kindergarten)

sowie Sport- und Freizeitanlagen (Tennis-Club, Golf-Club, Reit-Club, Schützenverein, Cart-Club, Fischer-Club und ein Aero-Club).
Den Schutz der Siedlung übernahmen ein werkseigener Sicherheitsdienst und eine zum Ort gehörige liberianische Polizeistation. Große Bedeutung hatte die Ausbildung und Schulung der liberianischen Mitarbeiter, hierzu diente die Schule, die sowohl von den Kindern der deutschen Techniker als auch für die Ausbildung der afrikanischen Mitarbeiter und deren Kinder offenstand. Auf dem Werksgelände bestand eine nach deutschem Vorbild aufgebaute Lehrwerkstatt für die Ausbildung der afrikanischen Facharbeiter und Servicetechniker.
Während des Liberianischen Bürgerkrieges wurden die Bergbausiedlung und das Tagebaugelände mehrfach von bewaffneten Rebellen und Verbrechern überfallen. Zur Sicherheit der europäischen Mitarbeiter, es gab auch einige Italiener und Österreicher, wurde im April 1990 die Erzförderung eingestellt und die letzten Mitarbeiter und Bewohner mit drei Flügen einer Transall der Bundeswehr nach Sierra Leone ausgeflogen. Am Ende des Bürgerkrieges (2003) übernahm ein Ärzte- und Techniker-Team der Hilfsorganisation Cap Anamur/Deutsche Not-Ärzte das Krankenhaus zur Versorgung der Flüchtlinge und der Landbevölkerung.

## Persönlichkeiten
- Philipp Schulze (* 1976 in Bong Town), Filmkritiker, Journalist und Chefredakteur